# Anonidium usambarense
Anonidium usambarense ist eine ausgestorbene Pflanzenart aus der Familie der Annonengewächse. Sie war endemisch in den Usambara-Bergen in Tansania.

## Beschreibung
Anonidium usambarense war ein hoher Baum von nicht beschriebener Größe. Die jungen Triebe hatten kurze anliegende rostfarbene Härchen. Die älteren Zweige waren schwärzlich, glatt, mit feinen Runzeln und mit Korkporen bedeckt. Die Blätter waren verkehrteiförmig länglich, ungefähr 25 cm lang und 9 bis 10 cm breit. Der Apex war abgerundet oder stumpf zugespitzt, der Blattgrund stumpf keilförmig. Die Blattbeschaffenheit war pergamentartig, durchschimmernd und glatt auf beiden Seiten. Die glatten oder fein behaarten Blattstiele waren 5 bis 7 mm lang und oberhalb geriffelt. Der Habitus der hermaphroditischen Blüten ist unbekannt. Die männliche Blütenstandsachse war 1 bis 1,2 cm lang und mit rostfarbenen Filzhärchen bedeckt. In der Mitte trug sie ein stängelumfassendes Hüllblatt, das 3 bis 4 mm lang war. Die breiten rundlichen und am Apex spitzen Kelchblätter waren 4 bis 5 mm lang und 7 bis 8 mm breit. An der Außenseite waren sie filzig behaart, an der Innenseite glatt. Die Kronblätter waren außen graufilzig behaart und innen glatt. Die lanzettlichen äußeren Kronblätter waren 2,5 bis 3,5 cm lang und 1 bis 1,5 cm breit, die eiförmigen inneren Kronblätter waren 1,8 bis 2 cm lang und 1,1 cm breit. Es gab zahlreiche 3 mm lange Staubbeutel mit glatten Anhängseln.

## Status
Anonidium usambarense wurde nur einmal im Dezember 1910 in einer Höhenlage bei 900 m gesammelt. Trotz intensiver Feldarbeit in der Region wurde die Art nicht mehr wiedergefunden. Ursachen für das Verschwinden von Anonidium usambarense waren der kommerzielle Holzeinschlag sowie die Beeinträchtigung des Lebensraums durch die landwirtschaftliche Nutzung.